# Under the Dome
Under the Dome (literalment, Sota la cúpula) és una sèrie de ciència-ficció emesa per la CBS. Està basada en la novel·la homònima de Stephen King. Està produïda per Neal Bae, Justin Falvey, Darryl Frank, Jack Bende, Steven Spielberg i Stacey Snider.

## Argument
Els ciutadans de Chester's Mill (Maine), es troben aïllats del món exterior quan cau de sobte una cúpula invisible i impenetrable. A mesura que passen els dies començarà a estendre's el pànic entre els veïns, moments que aprofitaran alguns en benefici propi mentre un altre grup tracta de mantenir l'ordre i cercar una manera per escapar-ne.

## Repartiment i personatges

### Personatges principals
- Mike Vogel: Dale "Barbie" Barbara
- Rachelle Lefevre: Julia Shumway
- Natalie Martinez: Deputy Linda Esquivel
- Britt Robertson: Angie McAlister
- Alexander Koch: Junior Rennie
- Colin Ford: Joe McAlister
- Nicholas Strong: Phil Bushey
- Jolene Purdy: Dodee Weaver
- Aiha Hinds: Carolyn Hill
- Jeff Fahey: Howard "Duke" Perkins
- Dean Norris: James "Big Jim" Rennie

### Personatges recurrents
- Samantha Mathis: Alice Calvert
- Mackenzie Lintz: Norrie Calvert-Hill
- Beth Broderick: Rose Twitchell
- Leon Rippy: Ollie
- Kevin Sizemore: Paul Randolph
- Dale Raoul: Andrea Grinell
- R. Keith Harris: Peter Shumway
- Josh Carter: Rusty Denton
- John Elvis: Ben Drake
- Ned Bellamy: Rev. Lester Coggins

## Producció
Al començament l'estrena de la sèrie estava programada per al 2009, però no fou fins al 2011 que la CBS contractà Vaghan per adaptar la novel·la per a la seva posterior emissió a Showtime. David Nervins, president de Showtime Entertainment pensà que la sèrie no s'avenia en la cadena i Nina Tassler, de CBS, va recollir-ne el testimoni. Un cop Tassler va aconseguir-ne els drets contactà amb el productor Neal Baer perquè treballés en el projecte com a showrunner. El novembre de l'any següent la cadena ordenà la creació d'un episodi pilot i d'uns altres tretze. Tassler comentà: «Under the Dome és una gran novel·la que està disposada a arribar a la pantalla petita amb l'objectiu de ser el programa de l'estiu».